# Fade to Black (Computerspiel)
In Fade to Black (englisch wörtlich „verblassen zu Schwarz“, sinngemäß „im Schatten verschwinden“) ist ein Third-Person-Shooter, der von Delphine Software International entwickelt und von Electronic Arts veröffentlicht wurde. Das Spiel erschien am 1. Juli 1995 für PC-DOS-Systeme, später auch für die PlayStation.

## Handlung
Es ist der Nachfolger zu Flashback. Wieder ist Conrad Hart der Protagonist der Handlung, der sich nach einem 50-jährigen Tiefschlaf erneut dem Kampf gegen die außerirdischen Morphs widmet.

## Rezeption
PC Joker bezeichnete das Spiel als gelungene Fortsetzung in 3D. Insbesondere die filmische Inszenierung, die Soundkulisse und die deutschsprachige Vertonung wurden positiv hervorgehoben. Für PowerPlay war der Sprung in die dritte Dimension fragwürdig, da die Spielegrafik zwar leistungshungrig ist, aber Details vermissen lässt. Umfang und Abwechslungsreichtum seien hoch, jedoch sei der Schwierigkeitsgrad viel zu hoch. PC Player bemerkte, dass das Spiel wenig innovativ sei und Probleme bei Steuerung besäße. Zudem wiederholen sich die Gegner stark. Die Zwischensequenzen hingegen wurden positiv bewertet.
Auf der PlayStation wurde das flüssige Scrolling, Drehen und Zoomen positiv bewertet. Die Texturqualität sei gegenüber dem PC Original erhöht. Die Steuerung mittels Joystick sei durchdacht und das Leveldesign abwechslungsreich. Trotz hohem Schwierigkeitsgrad sei das Spiel uneingeschränkt empfehlenswert. Die intuitive Steuerung und die weiche Kameraführung lassen den Spieler in die Welt eintauchen. Mehr Farben, Gouraud-Shading und Echtzeit-Schatten finden sich exklusiv auf Konsolenfassung. Lediglich die grafisch wie spielerisch belanglosen Flugsequenzen wurden kritisiert.